# Bácum
Bácum – miasto w południowo-zachodniej części meksykańskiego stanu Sonora, siedziba władz gminy Bácum. Miasto jest położone w głębokiej dolinie na wysokości 50 m n.p.m., około 50 km do wybrzeża Zatoki Kalifornijskiej. Bácum leży około 230 km na południowy wschód od stolicy stanu Hermosillo, 15 km od miasta Ciudad Obregón. W 2010 roku ludność miasteczka liczyła 4 227 mieszkańców. Miasteczko założyli w 1617 roku hiszpańscy Jezuici